# Hanns Egon Freund
Hanns Egon Freund (* 13. September 1931 in Richterich; † 21. Juni 2016) war ein deutscher Rechtsanwalt. Er studierte Rechtswissenschaften und wurde 1962 an der Rechtswissenschaftlichen Fakultät der Universität zu Köln mit der Dissertation Das Recht der Ausschließung von Gesellschaftern aus wichtigem Grunde in den Gesetzen betreffend die Gesellschaften mit beschränkter Haftung in den europäischen Staaten zum Dr. jur. promoviert. Freund war von 1963 bis 1977 Geschäftsführer des VCI-LV Bayern und von 1977 bis 1994 Hauptgeschäftsführer des Landesverbands der Bayerischen Industrie e.V. 1971 war er Gründungsmitglied des Lions Club München-Arabellapark.

## Auszeichnungen
- Bayerischer Verdienstorden
- Bundesverdienstkreuz 1. Klasse[4]
- 1992: Ehrenbürger der Technischen Universität München[5]